# Mike Gibbins
Michael George Gibbins (Swansea, 12 maart 1949 – Florida, 4 oktober 2005) was een uit Wales afkomstige Britse rock- en powerpopmuzikant (drums, zang, percussie, keyboards, gitaar), meest opmerkelijk omdat hij de drummer van Badfinger was.

## Biografie

### The Iveys
Mike Gibbins werd geboren op 12 maart 1949 in Swansea, Wales. Hij begon op 14-jarige leeftijd met drummen en sloot zich begin jaren 1960 aan bij zijn eerste band The Club 4. Hij speelde een tijdje in Zuid-Wales met de band The Misfits, voordat hij auditie deed voor de rivaliserende Welshe band The Iveys in 1964.
Iveys-lid Ron Griffiths nodigde in 1964 de toen 15-jarige Gibbins uit om auditie te doen voor de band. Leden Pete Ham, Dai Jenkins en Griffiths nodigden vervolgens Gibbins uit, die met tegenzin zijn haar moest knippen van een rockerstijl naar dat van een mod om om mee te doen. In 1966 verving Tom Evans Jenkins en in 1968 werden The Iveys gecontracteerd door Apple Records van The Beatles. In 1969 produceerde Paul McCartney het nummer Come and Get It voor The Iveys, die vóór de publicatie hun naam veranderden in Badfinger en Griffiths werd vervangen door gitarist Joey Molland.

### Badfinger
Na het succes van Come and Get It genoot Badfinger succes met de hits No Matter What, Day After Day en Baby Blue. Vanaf het begin begon Gibbins liedjes bij te dragen aan de albums, ondanks dat ze vaak werden overschaduwd door de composities van de andere leden, met name Ham. Gibbins verliet in 1972 kort de band om een soloalbum op te nemen met vrienden in Wales, maar verliet het project om terug te keren naar Badfinger. Gibbins schreef It Had to Be voor het album No Dice, Cowboy voor het album Ass, My Heart Goes Out voor het titelloze album uit 1974 en de nummers You're So Fine en de eerste de helft van de medley In the Meantime/Some Other Time voor het album Wish You Were Here. Met uitzondering van It Had to Be en Your So Fine droeg Gibbins ook leadzang bij aan zijn nummers. Hij componeerde en zong ook de oorspronkelijk niet-uitgebrachte nummers Loving You (van de nog niet uitgebrachte sessies voor het album Straight Up), Rockin' Machine en Back Again (van het niet-uitgebrachte album Head First). Al deze opnamen zijn inmiddels op cd uitgebracht.
Tijdens zijn periode bij Badfinger droeg Gibbins - samen met de andere leden van de band - muzikaal bij aan het George Harrison-album All Things Must Pass en speelde hij bij The Concert for Bangladesh. Terwijl hij aan All Things Must Pass werkte, herkende producer Phil Spector Gibbins' talent voor het spelen van de tamboerijn, waardoor Gibbins de bijnaam Mr. Tambourine Man kreeg, naar het nummer van Bob Dylan. Na de zelfmoord van Pete Ham in 1975 ging Badfinger uit elkaar en vond Gibbins werk als sessiedrummer in Wales. Een van de meer opmerkelijke nummers waar Gibbins in die tijd op speelde, was It's a Heartache van Bonnie Tyler. In 1978 werden Joey Molland en Tom Evans herenigd als Badfinger. Ze namen contact op met Gibbins, die naar Los Angeles vloog om op te nemen voor het album Airwaves, maar nadat hij het niet eens was met de producent, verliet Gibbins de sessies en werd hij vervangen door een sessiedrummer. Gibbins nam niet deel aan het laatste Badfinger-album Say No More. Nadat Evans en Molland in 1982 uit elkaar gingen, voegde Gibbins zich bij Evans en Bob Jackson om nog een Badfinger te creëren, die wedijverde met die van Molland. Gibbins stopte al snel en Evans pleegde zelfmoord in 1983. Een jaar later toerden Gibbins, Jackson en Molland voor een korte periode als Badfinger.
Gibbins herenigde zich als Badfinger met Molland voor een paar tournees die begonnen in 1986, maar stopte kort daarna met toeren om meer tijd door te brengen met zijn gezin. Eind jaren 1990 begon hij weer te toeren en begon zijn eigen band Madfinger met ex-Iveys-bassist Ron Griffiths. Gibbins bracht later in zijn leven de vier albums A Place in Time, More Annoying Songs, Archaeology en In the Meantime uit met zijn eigen composities.

## Overlijden
Mike Gibbins overleed in oktober 2005 op 56-jarige leeftijd aan een hersenaneurysma in zijn slaap.